# Anthemis secundiramea
Anthemis secundiramea là một loài thực vật có hoa trong họ Cúc. Loài này được Biv. mô tả khoa học đầu tiên năm 1807.